# Nicolaus Zinzendorf

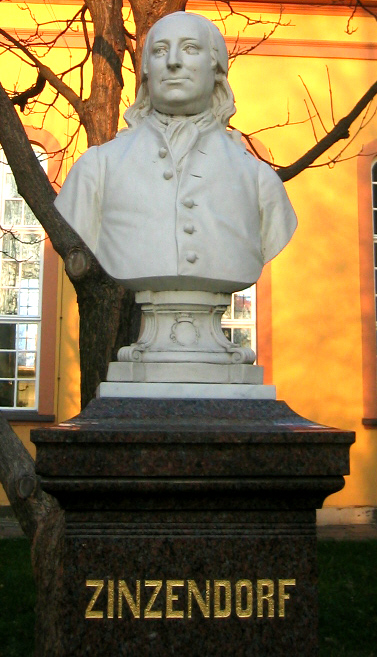
Monumentul lui Zinzendorf aflat în Herrnhut, Germania

Nikolaus Ludwig von Zinzendorf und Pottendorf, Conte Imperial de Zinzendorf și Pottendorf (n. 26 mai 1700, Dresda, Principatul Saxoniei – d. 9 mai 1760, Herrnhut, Saxonia, Germania), a fost un reformator german religios și social și episcop al Bisericii Moraviei.

## Biografie
În 1710 (la 10 ani) se înscrie la Universitatea pietistă Pedagogium a lui August Francke. În joacă, a înființat „Ordinul seminței de muștar” prin care băieții se legau să îl iubească pe Iisus Hristos și să se dedice unei vieți pline de fapte bune. 
La 21 de ani a preluat domeniile familiei sale, iar vestea privind bunătatea sa a atras refugiați de credințe diferite, începând cu Frații Moravi.
Zinzendorf a fondat așezarea Herrnhut (Adăpostul Domnului) în 1722. Pentru a liniști tensiunile teologice din cadrul congregației, Zinzendorf i-a provocat în 1727 la un legământ frățesc de realizare a unui creștinism practic. Zilnic, toți trebuiau să se unească în adorarea lui Dumnezeu prin rugăciune și cântece, în acest scop Zinzendorf a creat cca. 2000 de imnuri. Această practică a continuat mai mult de 100 de ani.

## Legături externe
Materiale media legate de Nicolaus Ludwig Zinzendorf la Wikimedia Commons
- "Zinzendorf.com" - Historical site with information on Count Zinzendorf
- "Mustardseedorder.com" - explores Zinzendorf's "order of the mustard seed"
- Nikolaus Ludwig von Zinzendorf 1700-1760[nefuncțională]
 (The Cyber Hymnal)
- Zinzendorf Documentary la Internet Movie Database